# 印度次大陆的丝绸

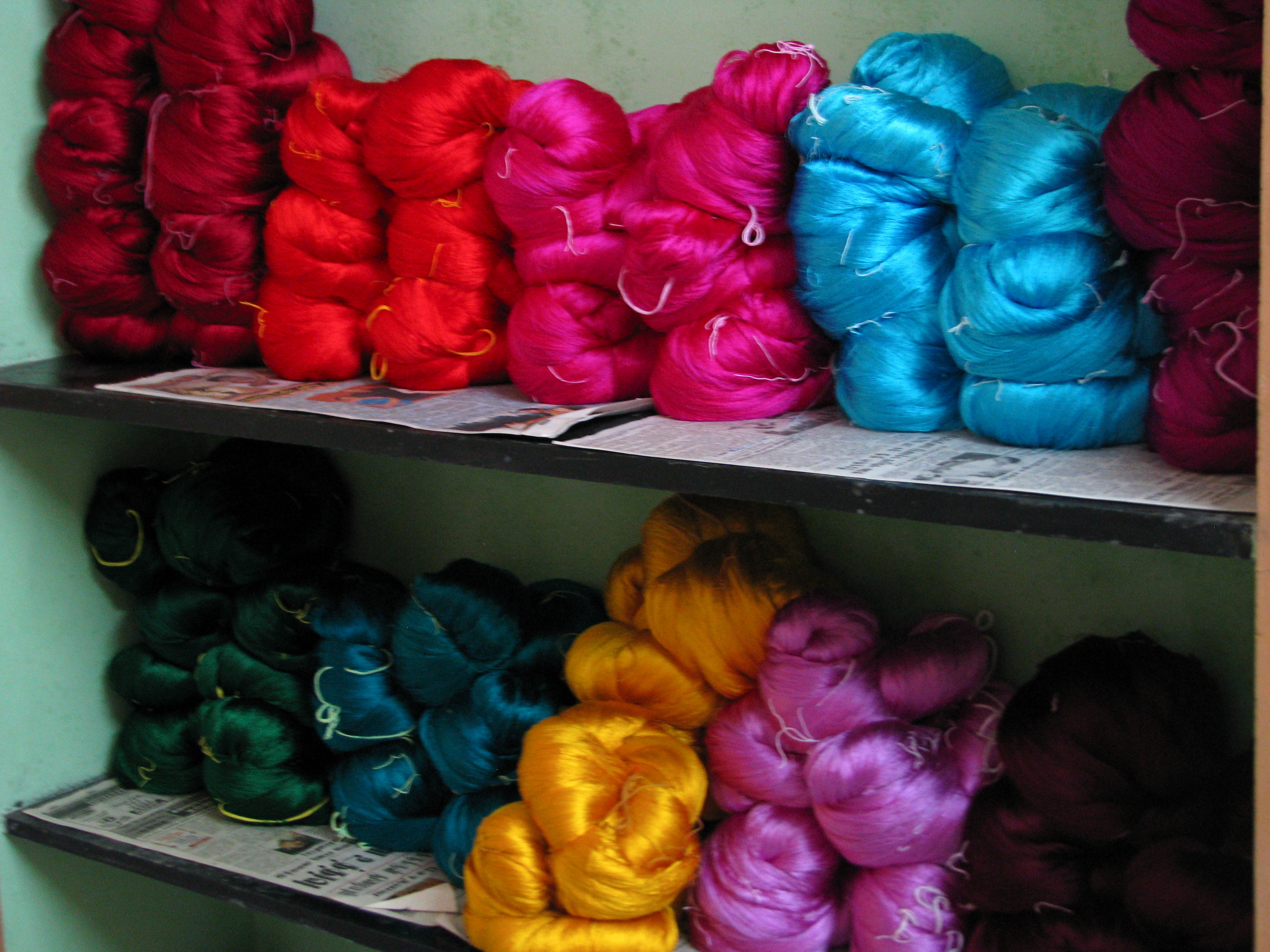
等待制成纱丽丝线，攝於甘吉布勒

印度次大陸丝绸是一种奢侈品。在印度，大约97%的桑蚕丝原料产自印度卡纳塔克邦、安得拉邦、泰米尔纳德邦和西孟加拉邦。迈索尔和北班加罗尔也生產不少絲綢。 另一个新兴的丝绸生产基地是泰米尔纳德邦，桑树种植集中在塞勒姆、埃罗德和达尔马普里地区。海得拉巴、安得拉邦、戈比切蒂帕拉耶姆和泰米尔纳德邦是第一批拥有自动缫丝装置的地區。